# شورك (خبر بافت)
شورك (بالفارسية: شورک) هي قرية تقع في إيران في Khabar Rural District.